# Michael Zaslow
Michael Joel Zaslow (Inglewood (Californië), 1 november 1942 – New York, 6 december 1998) was een Amerikaans acteur.

## Biografie
Zaslow begon in 1961 met acteren in de film Breakfast at Tiffany's. Hierna heeft hij nog meerdere rollen gespeeld in films en televisieseries zoals Search for Tomorrow (1970-1971), Meteor (1979), The Guiding Light (1971-1989), One Life to Live (1983-1998) en Law & Order (1997). 
Zaslow was ook actief in het theater, hij maakte in 1964 zijn debuut op Broadway met de musical Fiddler on the Roof. Hierna heeft hij nog drie maal opgetreden op Broadway, in 1974 met het toneelstuk Cat on a Hot Tin Roof, in 1975 met de musical Boccaccio en in 1980 met de musical Onward Victoria. Hiernaast heeft hij ook off-Broadway gespeeld.
Zaslow was van 1965 tot en met 1972 getrouwd. Van 1975 tot en met 1998 was hij opnieuw getrouwd, en had hieruit twee adoptiekinderen uit Korea. Op 6 december 1998 stierf hij aan de gevolgen van Amyotrofe laterale sclerose, ook wel bekend als de Lou Gehrig's disease, en zijn vrouw stierf in 2006 aan de gevolgen van kanker.

## Prijzen

### Daytime Emmy Awards
- 1995 in de categorie Uitstekende hoofdacteur in een Dramaserie met de televisieserie The Guiding Light – genomineerd.
- 1994 in de categorie Uitstekende hoofdacteur in een Dramaserie met de televisieserie The Guiding Light – gewonnen.
- 1993 in de categorie Uitstekende hoofdacteur in een Dramaserie met de televisieserie The Guiding Light – genomineerd.
- 1992 in de categorie Uitstekende hoofdacteur in een Dramaserie met de televisieserie The Guiding Light – genomineerd.

### Soap Opera Digest Awards
- 1999 in de categorie Keus van Editoren - gewonnen.
- 1994 in de categorie Uitstekende Schurk met de televisieserie The Guiding Light – genomineerd.
- 1993 in de categorie Uitstekende Acteur met de televisieserie The Guiding Light – genomineerd.
- 1992 in de categorie Uitstekende Schurk met de televisieserie The Guiding Light – gewonnen.
- 1991 in de categorie Uitstekende Schurk met de televisieserie The Guiding Light – genomineerd.

## Filmografie

### Films
- 1996 Star Trek: First Contact – als Eddie
- 1993 Woman on the Ledge – als Ted
- 1985 Seven Minutes in Heaven – als Bob Becker
- 1979 Meteor – als Sam Mason
- 1977 You Light Up My Life – als Chris Nolan
- 1961 Breakfast at Tiffany's – als gast op feest

### Televisieseries
Uitgezonderd eenmalige gastrollen.
- 1997 Law & Order – als Ben Hollings – 2 afl.
- 1971 – 1989 The Guiding Light – als Roger Thorpe – 5 afl.
- 1983 – 1998 One Life to Live – als David Renaldi - ? afl.
- 1982 King's Crossing – als Jonathan Hadary – 3 afl.
- 1970 Love is a Many Splendored Thing – als dr. Peter Chernak - ? afl.
- 1970 – 1971 Search for Tomorrow – als Dick Hart - ? afl.
- 1965 The Long, Hot Summer – als Shad Taney – 2 afl.

- Bibliothèque nationale de France: cb17702069s (data)
- International Standard Name Identifier: 0000 0000 4505 2200
- Library of Congress Control Number: no2004032771
- SNAC: w68t7h0f
- Virtual International Authority File: 78487117
- WorldCat: E39PBJB8qHRPGDj3KvpVfGkRrq